# Olio esterificato
L'olio esterificato o olio di sintesi è un olio alimentare composto da trigliceridi ottenuti con esterificazione industriale.
La produzione inizia in Germania durante la seconda guerra mondiale a causa della carenza di grassi di origine animale e vegetale. Veniva utilizzato in miscela con altri oli per aumentarne la produzione. In Italia la produzione di olio esterificato è vietata dal 1960 (legge n. 1407) così come gli impianti devono essere smantellati o resi inservibili. La presenza di questo negli oli ad uso alimentare costituisce frode.

## Produzione
Può essere prodotto per esterificazione con glicerina di acidi grassi di diversa origine:
- prodotti per ossidazione di idrocarburi di origine petrolifera
- acidi liberi dell'olio lampante

in quest'ultimo caso il processo prende il nome di neutralizzazione con glicerina.
La produzione avveniva sulla miscela glicerolo-acidi grassi a 200 °C, sotto vuoto e in presenza di catalizzatori a base di stagno o zinco.
I trigliceridi ottenuti erano diversi da quelli naturali in quanto gli acidi grassi si dispongono sul glicerolo in modo casuale mentre quelli di origine naturale hanno in posizione 2 sempre un acido insaturo. Inoltre contiene acido elaidinico che si forma per isomerizzazione dell'acido oleico.

## Analisi chimica
La ricerca di olio di sintesi avviene mediante analisi degli acidi in posizione 2: in oli di origine naturale l'acido palmitico in tale posizione non è superiore al 2%.
L'olio, precedentemente neutralizzato e passato su allumina, viene idrolizzato in posizione 1 e 3 con lipasi pancreatica di maiale (l'idrolisi in posizione 2 avviene lentamente) interrompendo la reazione dopo tre minuti si ottengono i 2-monogliceridi. Questi vengono separati dagli altri componenti per TLC e transesterificati con metanolo. L'analisi gascromatografica degli esteri metilici fornisce la quantità di acidi saturi in posizione 2.